# Institut de la communication et des médias de l'université Sorbonne-Nouvelle
Ne doit pas être confondu avec Institut de la communication et des médias.
Pour les articles homonymes, voir ICM.
L'Institut de la communication et des médias (ICM) est un département de l'université Sorbonne-Nouvelle délivrant des diplômes en sciences de l'information et de la communication. Il forme aux métiers de l'information et de la communication des organisations, des médias, de la communication interculturelle, numérique, au journalisme, aux études de genre et aux cultural studies. Ses locaux sont situés dans le 12e arrondissement de Paris, sur le campus Nation de l'université.

## Histoire
L'Institut de la communication et des médias est créé en 2011, et succède à l'UFR "Communication" qui avait été fondée en 1971 au sein de l'université Paris-III dans le but d'assurer une formation pluridisciplinaire en sciences humaines et sociales liée à l'information et à la communication. Il est dirigé successivement par Éric Maigret (2009-2015), Jamil Dakhlia (2015-2016), Fabrice Buschini (2016-2021) puis Gérôme Guibert (2021-…).

## Formation
L’ICM forme les étudiants aux métiers de chargé et directeur de communication, de journaliste, de chargé de mission et d'études, de responsable audiovisuel, mais aussi de la recherche et de l’enseignement universitaires.
L'ICM délivre des diplômes nationaux en sciences de l'information et de la communication : licence, master et doctorat. Le master en « Information, communication » se compose de sept parcours : 
- Information-communication (première année)
- Communication des entreprises et des institutions (CEI)
- Communication interculturelle et ingénierie de Projets (CIIP)
- Communication-information en santé et environnement (CISE)
- Communication numérique et analyse de données (CNAD)
- E-formation, communication / Système d'information, médias (E-COSIM)
- Médias, genre et Cultural Studies (MGCS)

Le master en « Journalisme » se compose de deux parcours :
- Journalisme culturel
- Journalisme transnational en partenariat avec l'université de Mayence.

## Anciens élèves
- Claire Arnoux, journaliste BEIN Sports
- Alexia Barlier, actrice
- Valérie Brochard, journaliste LCP et Arte
- André Gattolin, journaliste, sénateur
- Sarah Lelouch, productrice de télévision
- Florence Porcel, chroniqueuse de radio et animatrice audiovisuelle française
- François Saltiel, journaliste Arte, auteur, réalisateur et producteur
- Fanny Valette, actrice